# Heriades crenulatus
Heriades crenulatus là một loài Hymenoptera trong họ Megachilidae. Loài này được Nylander mô tả khoa học năm 1856.